# Sante Pedrelli

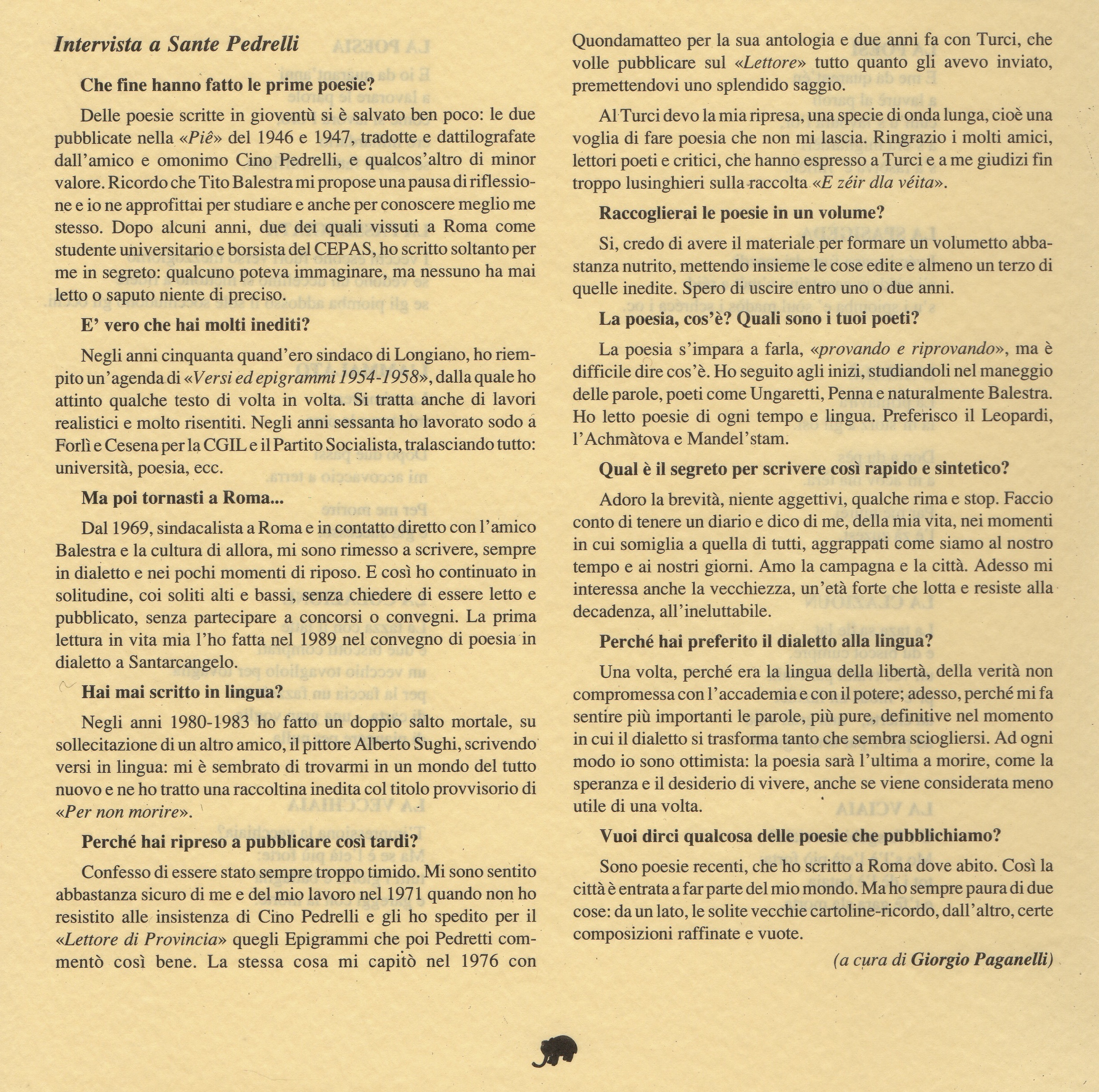
Intervista a Sante Pedrelli

Sante Pedrelli (Longiano, 28 aprile 1924 – Roma, 11 novembre 2017) è stato un poeta e sindacalista italiano, sindaco di Longiano dal 1951 al 1958.

## Biografia
Nato a Montilgallo, frazione di Longiano (Forlì-Cesena) il 28 aprile 1924, ha frequentato il Liceo Monti di Cesena e ha compiuto gli studi di lettere moderne nelle università di Bologna e Roma, dove ha anche seguito i corsi per assistente sociale della scuola CEPAS diretta da Guido Calogero, uno dei padri del servizio sociale nell'Italia repubblicana. È stato sindaco di Longiano dal 1951 al 1958 e ha svolto l’attività di dirigente sindacale CGIL a Cesena, Forlì e Roma. Dal 1967 fino alla morte visse nella capitale.
Pubblica le sue prime poesie in romagnolo nel 1947 sulla rivista La Piê di Aldo Spallicci. La seconda raccolta di poesie appare dopo un silenzio più che ventennale sul periodico Il lettore di provincia nel 1971. Seguiranno altre liriche sulle seguenti riviste:Diverse lingue, Periferie, Graphie, Confini.Le sue poesie sono inserite anche nelle antologie Cento anni di poesia dialettale romagnola (Imola, Galeati, 1976), Le radici e il sogno. Poeti dialettali del secondo ‘900 in Romagna (Faenza, Mobydick, 1996), D’un sangue più vivo. Poeti romagnoli del Novecento (Cesena, Il Vicolo, 2014) e nel volume I volti delle parole di Daniele Ferroni (Longiano, Fondazione Tito Balestra, 2014). 

## Opere
Raccolte di poesie
L’udòur de vent [L’odore del vento], prefazione di Cesare Vivaldi, Roma, Edizioni della cometa, 1993
E ghéfal [Il gomitolo], prefazione di Renato Turci, Faenza, Edizioni Mobydick, 1997
E noud me fazulett [Il nodo al fazzoletto], prefazione di Pietro Civitareale, Rimini, Raffaelli, 2003
A gli’ómbri [Le ombre], prefazione di Davide Argnani, Villa Verucchio, Pazzini, 2009
Extra-time [Tempi supplementari], prefazione di Paolo Turroni, Forlì, Centro culturale L’ortica, 2017
Nel 2021 le edizioni Tosca hanno pubblicato l'antologia Canifos ("Non ci fossi"), a cura di Maurizio Balestra e  Giorgio Paganelli, con introduzione di Gianfranco Camerani.